# Pseudogonia valens
Pseudogonia valens är en tvåvingeart som först beskrevs av Richter 1974.  Pseudogonia valens ingår i släktet Pseudogonia och familjen parasitflugor. Inga underarter finns listade i Catalogue of Life.